# 卡坦察河
卡坦察河（Катанца）是俄羅斯和蒙古的河流，屬於楚庫河的左支流，流经俄罗斯的外貝加爾邊疆區与蒙古国的色楞格省，河道全長150公里，流域面積3,300平方公里，河水主要來雨水和融雪，每年十月至翌年四月結冰。